# Хрватски коријенски правопис
Хрватски коријенски правопис је назив за традиционални хрватски правопис који је био у употреби од средине 19. до почетка 20. вијека. У службеној употреби га је 1892. године замијенио фонолошки правопис Ивана Броза, а уз неке изузетке је нестао из опште употребе до краја Првог свјетског рата. Поново је накратко уведен у употребу, уз противљење већине хрватских филолога, у доба Независне Државе Хрватске, наредбом Анте Павелића, те је након Другог свјетског рата потпуно нестао из употребе осим у пракси појединаца.

## Општа начела и функција
У правописним полемикама о хрватском правопису углавном се супрострављају два начела: фонолошки и морфолошки. Након периода превласти морфолошког правописа, који је доминирао до краја 19. вијека, фонолошки правопис, прописан „Хрватским правописом” Ивана Броза из 1892. године, утицајем друштвених, идеолошких и политичких околности, постаје преовладајући уз кратак прекид у доба НДХ (1941/42—1945).
Стјепан Бабић је у тексту објављеном у часопису „Језик” навео три подручја у којима се разликују фонолошки и морфолошки правопис:
1. Једначење по звучности
| Фонолошки   | Морфолошки  |
| ----------- | ----------- |
| Поткресати  | Подкресати  |
| Отшетати    | Одшетати    |
| Отчепити    | Одчепити    |
| Ропски      | Робски      |
| Врапца      | Врабца      |
| Искористити | Изкористити |
| Расјећи     | Разјећи     |
| Тешко       | Тежко       |

Стандардни хрватски језик је претежно фонолошки, а дијелом морфолошки.
2. Једначење по мјесту творбе
| Фонолошки   | Морфолошки  |
| ----------- | ----------- |
| Обрамбени   | Обранбени   |
| Химбени     | Хинбени     |
| Чимбеник    | Чинбеник    |
| Стамбени    | Станбени    |
| Прехрамбени | Прехранбени |

Стандардни хрватски језик је у пракси потпуно фонолошки.
3. Губљење сугласника
| Фонолошки | Морфолошки |
| --------- | ---------- |
| Повијесни | Повијестни |
| Вјесник   | Вјестник   |
| Раслиње   | Растлиње   |
| Годишњи   | Годиштњи   |
| Казалишни | Казалиштни |

Стандардни хрватски језик је у пракси потпуно фонолошки.
Традиционални хрватски коријенски правопис углавном је морфолошки, уз неке уписе који су етимолошки (обћи, кадца…), Савремене правописне полемике настале су као посљедица несугласица око обликовања књижевног језика које су се радикализовале током шездесетих и седамдесетих година 19. вијека,  а које су се испољиле сукобом присталица Загребачке школе и другог нараштаја „Хрватски вуковаца”. Година објављивања „Нашег правописа” Ватрослава Јагића 1864, или чак десетљеће, може се узети као разлог савремених расправа о хрватском правопису. Проблематика хрватског правописа и хртватске графије је далеко старија, ту се убрајају сљедећа дјела: Ђамањићево (1639), Гајево (1830), Старчевићево противљење „органичком” загребачком (илирском) правопису и „рогатим” и „оседланим” словима (1847), али та су дјела по својој тематици спадају у предисторију савремених расправа о правопису, јер су њихове препирке одавно прихваћена словописна рјешења или изрази које више нико не доводи у питање.